# Ngọc Sơn, thành phố Hải Dương
Ngọc Sơn là một xã thuộc thành phố Hải Dương, tỉnh Hải Dương, Việt Nam.

## Địa lý
Xã Ngọc Sơn nằm ở phía đông nam thành phố Hải Dương, có vị trí địa lý:
- Phía đông giáp xã Tiền Tiến với ranh giới là sông Thái Bình
- Phía tây giáp phường Tân Hưng và xã Gia Xuyên
- Phía nam giáp các huyện Gia Lộc và Tứ Kỳ
- Phía bắc giáp phường Hải Tân.

Xã Ngọc Sơn có diện tích 4,86 km², dân số năm 2018 là 7.870 người, mật độ dân số đạt 1.619 người/km².

## Lịch sử
Xã Ngọc Sơn trước đây vốn thuộc huyện Tứ Kỳ, được thành lập từ năm 1949 trên cơ sở sáp nhập 2 xã mới thành lập sau cách mạng tháng 8 năm 1945 là Mỹ Ngọc và Ngô Sơn; Ngô Sơn có nghĩa là "núi có cây Ngô Đồng" . Trước năm 1945 là địa bàn của 3 xã cũ là Ngọc Lặc (có các thôn Vạn Hộ, Minh Kha), Phạm Xá, Mỹ Xá (tên nôm là Bùi, vốn có tên là Nguyễn Xá, đầu triều Nguyễn 1802 vì kiêng quốc tính nên đổi thành Mỹ Xá).
Ngày 19 tháng 3 năm 2008, Chính phủ ban hành Nghị định số 30/2008/NĐ-CP. Theo đó, điều chỉnh 63,92 ha diện tích tự nhiên và 1.000 người của thôn Ngọc Lặc, xã Ngọc Sơn về phường Hải Tân thuộc thành phố Hải Dương quản lý.
Sau khi điều chỉnh địa giới hành chính, xã Ngọc Sơn còn lại 483,32 ha diện tích tự nhiên và 6.475 người.
Ngày 16 tháng 10 năm 2019, Ủy ban Thường vụ Quốc hội ban hành Nghị quyết số 788/NQ-UBTVQH14 về việc sắp xếp các đơn vị hành chính cấp huyện, cấp xã thuộc tỉnh Hải Dương (nghị quyết có hiệu lực từ ngày 1 tháng 12 năm 2019). Theo đó, chuyển toàn bộ diện tích và dân số của xã Ngọc Sơn về thành phố Hải Dương quản lý.

## Danh nhân
Ngọc Sơn là quê hương của tiến sĩ Vũ Khâm Lân, một học giả nổi tiếng của Việt Nam ở thế kỷ 18,
quê hương của Đại biểu Quốc hội, tiến sĩ Đỗ Văn Đương và tướng Nguyễn Thanh Hải.
Đây cũng chính là nơi mà Trạng nguyên Phạm Đôn Lễ (người Long Hưng - Thái Bình), người được mệnh danh là ông tổ nghề chiếu của Việt Nam, khi từ quan ông đã về đây ở và dạy học, tại khu đất Đồng Cời thuộc thôn Mỹ Xá, xã Ngọc Sơn hiện nay có lăng mộ thờ Trạng nguyên Phạm Đôn Lễ.
Ngọc Sơn chính là quê ngoại của Nhà Nguyễn. Bà Chính thất Nguyễn Thị Mai, con gái của Đặc Tiến Phụ Quốc Thượng tướng Quân Thự Vệ Sự Nguyễn Minh Biện là vợ của tướng Nguyễn Kim, thân mẫu Nguyễn Hoàng là ở làng Phạm Xá.
(Nguyễn Ư Dĩ - khai quốc công thần chúa Nguyễn cũng là con trai của Nguyễn Minh Biện).

## Danh lam cổ tích
Làng Ngọc Lặc xưa có 2 miếu, 1 văn chỉ
Làng Mỹ Xá (Nguyễn Xá ) xưa có 2 đình, 3 chùa, 1 miếu, 1 văn chỉ.
Làng Phạm Xá xưa có 1 miếu, 2 đền, 1 văn chỉ.